# We've Learned Nothing
We've Learned Nothing è un EP del gruppo musicale inglese Iron Monkey, pubblicato nel 1999. È stato registrato nei Backstage Studios di Andy Sneap, guest host della formazione, nonché produttore dell'album stesso.

## Tracce
Lato A
1. Arsonaut – 4:50
2. Kiss of Death – 1:47 (Corrosion of Conformity)

Lato B
1. Sleep to Win – 9:57

## Formazione
- Jonny Morrow - voce
- Dean Berry - chitarra
- James Rushby - chitarra
- Doug Dalziel - basso
- Justin Greaves - batteria

Ospiti
- Andy "The Rock and Roll Doctor" Sneap - assolo di chitarra (in Sleep to Win), produzione, ingegneria del suono
- Bloody Kev - cori (in Sleep to Win)